# André Leducq
André Leducq, francoski kolesar, * 27. februar 1904, Saint-Ouen, Seine-Saint-Denis, † 18. junij 1980, Marseille.
Leducq je znan kot dvakratni zmagovalec kolesarske dirke po Franciji. Že na začetku svoje kariere je leta 1924 postal svetovni prvak med amaterji, prav tako v letih 1924 in 1925 francoski državni prvak. Leta 1924 je bil na poletnih olimpijskih igrah v Parizu na cestni dirki posameznikov deveti. Bil je imenovan tudi za moštveni kronometer, vendar so dobili prednost pred njim kasnejši olimpijski prvaki Armand Blanchonnet, René Hamel in Georges Wambst.
Svoj prvi večji uspeh je dosegel leta 1927 s tremi etapnimi zmagami in skupno četrtim mestom na kolesarski dirki po Franciji. Leto kasneje je dosegel še štiri etapne zmage in bil skupno drugi, isto leto je dosegel prvo zmago tudi na enodnevni kolesarski dirki Pariz-Roubaix. Največji uspeh je dosegel z osvojitvijo Toura v letih 1930 in 1932. Po koncu kariere je ustanovil svoje kolesarsko moštvo, s katerim je tekmoval v 50. letih 20. stoletja.

### Dosežki
- 1927

Tour de France
4. mesto v skupni razvrstitvi
1. mesto v 6., 23. in 24. etapi
- 1928

Tour de France
2. mesto v skupni razvrstitvi
1. mesto v 2., 10., in 16. etapi
Pariz-Roubaix - 1. mesto
- 1929

Tour de France
en dan v rumeni majici
1. mesto v 2., 11., 17., 18. in 21. etapi
Dirka po Baskiji
1. mesto v skupni razvrstitvi
- 1930

Tour de France
 1. mesto v skupni razvrstitvi
1. mesto v peti in šestnajsti etapi
- 1931

Tour de France
1. mesto v dvajseti etapi
Pariz-Tours - 1. mesto
- 1932

Tour de France
 1. mesto v skupni razvrstitvi
1. mesto v 3., 11., 13., 15., 20. in 21. etapi
- 1933

Tour de France
1. mesto v trinajsti in štirinajsti etapi
Critérium International - 1. mesto
- 1935

Tour de France
1. mesto v osemnajsti (B) etapi
- 1938

Tour de France
1. mesto v 21. etapi